# 1994 QR
1994 QR är en asteroid i huvudbältet som upptäcktes den 16 augusti 1994 av den japanska astronomen Takao Kobayashi vid Ōizumi-observatoriet.